# بيت ويلسون
بيت ويلسون (بالإنجليزية: Pete Wilson)‏ هو ضابط ومحامي وسياسي أمريكي، ولد في 23 أغسطس 1933 في ليك فورست في الولايات المتحدة. حزبياً، نشط في الحزب الجمهوري.

## مناصب
- انتخب عمدة سان دييغو [الإنجليزية]‏ (6 ديسمبر 1971 – 3 يناير 1983).
- انتخب حاكم كاليفورنيا (7 يناير 1991 – 4 يناير 1999).
- انتخب عضو جمعية ولاية كاليفورنيا عن دائرة California's 76th State Assembly district [الإنجليزية]‏ (3 يناير 1967 – 7 يناير 1971).
- انتخب عضو مجلس الشيوخ الأمريكي عن دائرة كاليفورنيا (3 يناير 1983 – 7 يناير 1991).